# Mai Hoshimura
Mai Hoshimura é uma pianista, cantora e compositora japonesa nascida em 18 de abril de 1981 em Matsue, Japão. Ela é mais conhecida pela música Sakura Biyori, décimo encerramento do anime Bleach. Quando criança, sua mãe queria que ela se tornasse uma pianista clássica, mas seu pai a incentivou à música pop. Ela treina piano desde os quatro anos de idade e assinou contrato com a Sony em 2002, mas essa parceria terminou em 2009.
Ela também é responsável por outras músicas em animes, como Regret (D-Gray Man), Merry Go Round (Yakitate!!! Japan) e Kakegae no nai Hito (Hero Tales).
Hoshimura já se apresentou no Brasil algumas vezes, como na Anime Friends 2016 e no Ressaca Friends em 2017.